# Roman Sztanyiszlavovics Adamov
Roman Sztanyiszlavovics Adamov (oroszul: Роман Станиславович Адамов; Belaja Kalitva, 1982. június 21. –) orosz válogatott labdarúgó, jelenleg a Szibir Novoszibirszk játékosa. Posztját tekintve csatár.
Az orosz válogatott tagjaként bronzérmet szerzett a 2008-as Európa-bajnokságon.

## Sikerei, díjai
Tyerek Groznij
- Orosz másodosztályú bajnoka (1): 2003–04

Rubin Kazany
- Orosz bajnok (1): 2008

FK Moszkva
- Orosz gólkirály (1): 2007

Oroszország
- Európa-bajnoki bronzérmes (1): 2008